# The Lost Tracks of Danzig
The Lost Tracks of Danzig är ett samlingsalbum med tidigare outgivet material med det amerikanska hårdrockbandet Danzig. Albumet släpptes 10 juli 2007 på sångaren Glenn Danzigs eget skivbolag Evilive Records.
Mycket av materialet fanns bara som ofullbordade inspelningar och demoversioner. Inför albumet gick därför Glenn Danzig in i studion och färdigställde låtarna själv.

## Låtlista

### Disc 1
1. "Pain Is Like an Animal"
2. "When Death Had No Name" (1st version)
3. "Angel of the Seventh Dawn"
4. "You Should Be Dying"
5. "Cold, Cold Rain"
6. "Buick McKane"
7. "When Death Had No Name" (1992 version)
8. "Satan's Crucifiction" [sic]
9. "The Mandrake's Cry"
10. "White Devil Rise"
11. "Come to Silver" (Acoustic version)
12. "Deep"
13. "Warlok"

### Disc 2
1. "Lick the Blood off My Hands"
2. "Crawl Across Your Killing Floor"
3. "I Know Your Lie"
4. "Caught in My Eye"
5. "Cat People"
6. "Bound by Blood"
7. "Who Claims the Soulless"
8. "Malefical"
9. "Soul Eater"
10. "Dying Seraph"
11. "Lady Lucifera"
12. "Under Belly of the Beast" (remix of "Belly of the Beast")
13. "Unspeakable" (Shango Mix)